# إخوة ماوكلي

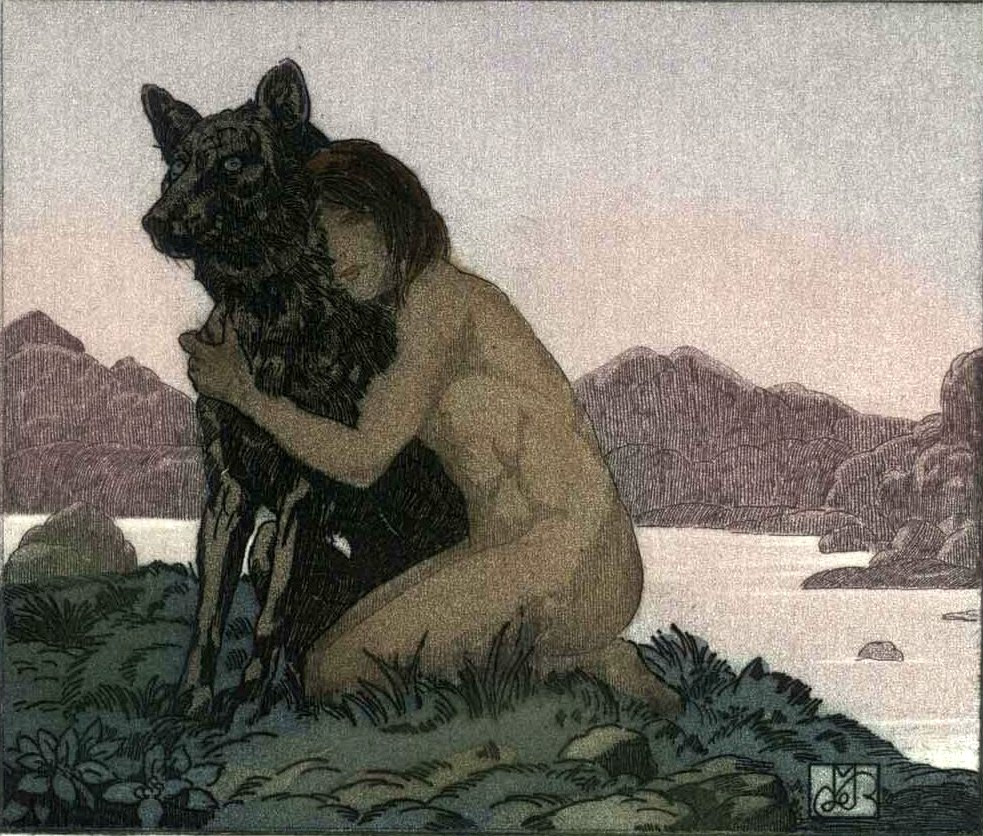
صورة توضيحية لماوكلي والأخ الرمادي من كتاب "إخوة ماوكلي" بريشة موريس دي بيك

إخوة ماوكلي (Mowgli's Brothers) هي قصة قصيرة من تأليف الكاتب البريطاني روديارد كيبلينغ.
زمنياً، هي أول قصة عن ماوكلي، على الرغم من أنها كتبت بعد قصة "في الرخ"، التي يظهر فيها ماوكلي كرجل عجوز.